# Loção rosada
A loção rosada ou suspensão rosada é uma preparação farmacêutica de uso externo utilizada no tratamento de acne e como anti-seborréico. É composta por enxofre, resorcina, álcool canforado e loção de calamina. É acondicionada em frascos de vidro âmbar.